# Collectif des poètes
Le Collectif de poètes est un groupe littéraire de poètes d'Odessa, dont certains écrivaient également en prose, et sont devenus célèbres par la suite comme romanciers Ilia Ilf, Iouri Olecha, Valentin Kataïev). Il a été actif d'avril 1920 jusqu'à la fin de 1922. Les poètes se réunissaient dans un café au 33, rue Pierre le Grand (aujourd'hui rue Dvoranskaïa).  

## Historique
En avril 1920, dans le journal Izvestia, une annonce parait à l'initiative du groupe, invitant tous les poètes intéressés à se réunir au 20, rue Pierre le Grand. Bientôt, ces rencontres deviennent régulières et ont lieu au n° 33 de la même rue, dans un café ouvert à tous. Ensuite, le Collectif de poètes se déplace de lieu en lieu, rue Lastotchkina, dans le club des unions professionnelles, rue Preobrajenskaïa, et place de la Cathédrale. Il est dirigé par un bureau exécutif, composé de Iouri Olecha, rédacteur en chef du journal La Défense rouge («Красная оборона»), Valery Santchov et d'autres. 
C'est rue Pierre le Grand qu'a lieu, le 29 novembre 1920, une lecture de poèmes de Vladimir Maïakovski par le poète futuriste moscovite Alexeï Tchitcherine (ru). Semion Kirsanov en fait le compte rendu suivant « C'était ... la meilleure lecture littéraire que j'aie entendue. En pantalons courts, les jambes nues, le crâne rasé de près, un géant bruyant lisait Maïakovski, les poèmes l'Homme et le Nuage en pantalon ».. Et Lev Slavine dira après cette soirée que le « Collectif de poètes n'avait pas de maître, mais un dieu : Maïakovski ».
À la fin de 1922, à la suite de Kataïev, la plupart des membres actifs du Collectif partent d'Odessa à Moscou ou à Kharkiv, et il arrête de se réunir. L'histoire littéraire contemporaine mentionne l'existence précoce d'une « école littéraire soviétique d'Odessa ou de Russie du sud », à laquelle sont rattachés d'anciens participants du Collectif des poètes. Victor Chlovski consacre en 1933 un article intitulé Sud-Ouest aux  « Levantins d'Odessa » : Isaac Babel, Edouard Bagritski, Valentin Kataïev, Iouri Olecha, IIlia Ilf et Evgueni Petrov, et Véra Inber.

## Participants connus
- Edouard Bagritski
- Valentin Kataïev
- Iouri Olecha
- Véra Inber
- Volodymyr Sossioura
- Ilia Ilf
- Alexeï Tchitcherine (ru)
- Gueorgui Chengueli (ru)
- Zinaïda Chichova (ru)
- Semion Kirsanov
- Levv Slavine (ru)
- Anatoli Fioletov (ru)
- Nina  Guernet
- Boris Bobovitch
- Aleksandr Kranifeld
- Adelina Adalis
- Mark Tarlloski (ru)
- Ossip Kolytchev (ru)
- Semion Hecht (ru)
- Sergueï Bondarine (ru).

Vladimir Narbout, poète acméiste et bolchévique, qui vivait alors à Odessa, a pu participer aux réunions du collectif. Il a par la suite aidé certains de ses membres pour trouver un emploi.